# Uralerpeton
Uralerpeton (Uralerpeton tverdokhlebovae) är ett utdött släkte av Chroniosuchidae reptiliomorpher, som levde under perm i Europeiska Ryssland. Det namngavs först av V. K. Golubev år 1998, efter Kranium fragment och kroppsdelar.